# Raptor Lake
Alder Lake (PC de bureau et portables)
Rocket Lake (serveurs bas de gamme) Meteor Lake (PC portables)
Raptor Lake est le nom de code d'Intel pour la 13e et 14e génération de processeurs Intel Core basés sur une architecture hybride, utilisant des cœurs haute performance Raptor Cove et des cœurs basse consommation Gracemont,,.
Certains CPU Raptor Lake ont souffert de problèmes tels qu'une tension élevée qui conduit à une instabilité du système et peut causer des dégâts permanents.

## Historique
Raptor Lake a été lancé le 20 octobre 2022. Comme Alder Lake, Raptor Lake est fabriqué à l'aide du procédé de fabrication Intel 7 d'Intel,. Lors de la réunion des investisseurs d'Intel 2022, il a été confirmé que Raptor Lake comporterait jusqu'à 24 cœurs (8 Performance-core et 16 Efficient-cores) et 32 threads et est compatible avec les systèmes Alder Lake (LGA 1700),,.
Le porte-parole de la société a révélé que Raptor Lake avait été créé pour bénéficier d'améliorations de procédé avant l'arrivée de Meteor Lake, car la prochaine microarchitecture risquait d'être retardée. Le 3 janvier 2023, au CES 2023, Intel a annoncé de nouveaux processeurs pour PC de bureau Raptor Lake et des processeurs mobiles, y compris une nouvelle gamme appelée processeurs N-Series qui ne comprennent que des cœurs économes en énergie,.
Raptor Lake est en concurrence avec la série AMD Ryzen 7000 qui a été lancée environ un mois plus tôt le 27 septembre 2022.
Le Raptor Lake Refresh de 14e génération est la dernière de la gamme de processeurs de la terminologie « Core i[n] » (« n » étant le numéro correspondant à la gamme choisie), en usage depuis 2008. La série Raptor Lake-U Refresh est la première famille de processeurs à utiliser le nouveau schéma de marque « Core 3/5/7 » introduit à la mi-2023.
Le 14 décembre 2023, Intel a annoncé la série Xeon E-2400 basée sur Raptor Cove pour les serveurs d’entrée de gamme.

## Caractéristiques
- Cœurs

Die d'un Core i9-13900K basé sur Raptor Lake.

Die shot d'un Core i9-13900K annoté.

  - Jusqu'à 8 Performance-cores Raptor Cove (P-core)
  - Jusqu'à 16 Efficient-cores Gracemont (E-core)
- Cache L2 pour les Performance-cores augmenté à 2 Mo et pour les clusters (4 coeurs) des Efficient-cores à 4 Mo
- Jusqu'à 36 Mo de mémoire cache L3
- Jusqu'à DDR5-5600
- Améliorations apportées par le chipset Z790[16]
  - Jusqu'à 20 voies PCIe 4.0 / PCIe 5.0
  - Jusqu'à 5 ports USB 3.2 Gen 2×2 (20 Go/s)

- Transistors Intel SuperFin de troisième génération
  - Augmentation des fréquences maximales des cœurs P et E
- Efficacité énergétique accrue[17]

## Processeurs pour ordinateurs de bureau

### Raptor Lake-S
Le 27 septembre 2022, Intel a officiellement révélé le lancement de six SKU Raptor Lake déverrouillés pour les ordinateurs de bureau le 20 octobre 2022,. Lors de l'événement, le PDG d'Intel, Pat Gelsinger, a confirmé que le SKU Raptor Lake le plus haut de gamme, le 13900KS, pourrait atteindre 6,0 GHz en configuration par défaut et ferait ses débuts en 2023,.
- Socket : LGA 1700.
- La prise en charge de la RAM dans les ordinateurs réels varie en fonction de la carte mère et du chipset
  - Tous les processeurs prennent en charge jusqu'à 128 Go de RAM et jusqu'à 192 Go de DDR5 sur certaines cartes mères MSI et ASUS[22],[23]
  - Tous les processeurs prennent en charge jusqu'à DDR4-3200 ou DDR5-4800 en mode double canal[note 1]
  - Le i5-13600 K/KF et tous les processeurs de niveau supérieur prennent également en charge la mémoire DDR5-5200 et DDR5-5600
- Tous les processeurs prennent en charge jusqu'à 20 voies PCI Express (1x16+4 ou 2x8+4)
- Les modèles sans le suffixe F comportent l'un des GPU graphiques UHD intégrés suivants, tous avec une fréquence de base de 300 MHz :
  - UHD Graphics 770 avec 32 UE,
  - UHD Graphics 730 avec 24 UE
- Max Turbo Power : la dissipation de puissance du processeur maximum soutenue (> 1 s) limitée par les contrôles de courant et/ou de température. La puissance instantanée peut dépasser la puissance turbo maximale pendant de courtes durées (≤ 10 ms). La puissance turbo maximale est configurable par le fournisseur du système et peut être spécifique au système.
- Les processeurs en gras ci-dessous prennent en charge la mémoire ECC uniquement lorsqu'ils sont associés à une carte mère basée sur le chipset W680[24]. Les autres SKU ne prennent pas du tout en charge la mémoire ECC.

| Marque de processeur | Modèle  | Cœurs (threads) | Cœurs (threads) | Fréquence d'horloge (GHz) | Fréquence d'horloge (GHz) | Fréquence d'horloge (GHz) | Fréquence d'horloge (GHz) | Fréquence d'horloge (GHz) | Fréquence d'horloge (GHz) | GPU     | GPU                       | Cache L3 (Mo) | TDP (W) | TDP (W) | Date de commercialisation | Prix (USD)          |
| Marque de processeur | Modèle  | Cœurs (threads) | Cœurs (threads) | Base                      | Base                      | Turbo Boost               | Turbo Boost               | Turbo Boost               | Turbo Boost               | Modèle  | Fréqu. horloge max. (GHz) | Cache L3 (Mo) | TDP (W) | TDP (W) | Date de commercialisation | Prix (USD)          |
| Marque de processeur | Modèle  | Cœurs (threads) | Cœurs (threads) | Base                      | Base                      | 2.0                       | 2.0                       | 3.0                       | TVB                       | Modèle  | Fréqu. horloge max. (GHz) | Cache L3 (Mo) | TDP (W) | TDP (W) | Date de commercialisation | Prix (USD)          |
| Marque de processeur | Modèle  | P               | E               | P                         | E                         | P                         | E                         | P                         | P                         | Modèle  | Fréqu. horloge max. (GHz) | Cache L3 (Mo) | Base    | Turbo   | Date de commercialisation | Prix (USD)          |
| -------------------- | ------- | --------------- | --------------- | ------------------------- | ------------------------- | ------------------------- | ------------------------- | ------------------------- | ------------------------- | ------- | ------------------------- | ------------- | ------- | ------- | ------------------------- | ------------------- |
| Core i9              | 13900KS | 8 (16)          | 16 (16)         | 3.2                       | 2.4                       | 5.4                       | 4.3                       | 5.8                       | 6.0                       | UHD 770 | 1.65                      | 36            | 150     | 253     | 12 janvier 2023           | 699                 |
| Core i9              | 13900K  | 8 (16)          | 16 (16)         | 3.0                       | 2.0                       | 5.4                       | 4.3                       | 5.7                       | 5.8                       | UHD 770 | 1.65                      | 36            | 125     | 253     | 20 octobre 2022           | 589                 |
| Core i9              | 13900KF | 8 (16)          | 16 (16)         | 3.0                       | 2.0                       | 5.4                       | 4.3                       | 5.7                       | 5.8                       | NC      | NC                        | 36            | 125     | 253     | 20 octobre 2022           | 564                 |
| Core i9              | 13900   | 8 (16)          | 16 (16)         | 2.0                       | 1.5                       | 5.2                       | 4.2                       | 5.5                       | 5.6                       | UHD 770 | 1.65                      | 36            | 65      | 219     | 3 janvier 2023            | 549                 |
| Core i9              | 13900F  | 8 (16)          | 16 (16)         | 2.0                       | 1.5                       | 5.2                       | 4.2                       | 5.5                       | 5.6                       | NC      | NC                        | 36            | 65      | 219     | 3 janvier 2023            | 524                 |
| Core i9              | 13900T  | 8 (16)          | 16 (16)         | 1.1                       | 0.8                       | 5.1                       | 3.9                       | 5.3                       | NC                        | UHD 770 | 1.65                      | 36            | 35      | 106     | 3 janvier 2023            | 549                 |
| Core i7              | 13790F  | 8 (16)          | 8 (8)           | 2.1                       | 1.5                       | 5.1                       | 4.1                       | 5.2                       | NC                        | NC      | NC                        | 33            | 65      | 219     | février 2023              | Uniquement en Chine |
| Core i7              | 13700K  | 8 (16)          | 8 (8)           | 3.4                       | 2.5                       | 5.4                       | 4.2                       | 5.4                       | NC                        | UHD 770 | 1.6                       | 30            | 125     | 253     | 20 octobre 2022           | 409                 |
| Core i7              | 13700KF | 8 (16)          | 8 (8)           | 3.4                       | 2.5                       | 5.4                       | 4.2                       | 5.4                       | NC                        | NC      | NC                        | 30            | 125     | 253     | 20 octobre 2022           | 384                 |
| Core i7              | 13700   | 8 (16)          | 8 (8)           | 2.1                       | 1.5                       | 5.1                       | 4.1                       | 5.2                       | NC                        | UHD 770 | 1.6                       | 30            | 65      | 219     | 3 janvier 2023            | 384                 |
| Core i7              | 13700F  | 8 (16)          | 8 (8)           | 2.1                       | 1.5                       | 5.1                       | 4.1                       | 5.2                       | NC                        | NC      | NC                        | 30            | 65      | 219     | 3 janvier 2023            | 359                 |
| Core i7              | 13700T  | 8 (16)          | 8 (8)           | 1.4                       | 1.0                       | 4.8                       | 3.6                       | 4.9                       | NC                        | UHD 770 | 1.6                       | 30            | 35      | 106     | 3 janvier 2023            | 384                 |
| Core i5              | 13600K  | 6 (12)          | 8 (8)           | 3.5                       | 2.6                       | 5.1                       | 3.9                       | NC                        | NC                        | UHD 770 | 1.5                       | 24            | 125     | 181     | 20 octobre 2022           | 319                 |
| Core i5              | 13600KF | 6 (12)          | 8 (8)           | 3.5                       | 2.6                       | 5.1                       | 3.9                       | NC                        | NC                        | NC      | NC                        | 24            | 125     | 181     | 20 octobre 2022           | 294                 |
| Core i5              | 13600   | 6 (12)          | 8 (8)           | 2.7                       | 2.0                       | 5.0                       | 3.7                       | NC                        | NC                        | UHD 770 | 1.55                      | 24            | 65      | 154     | 3 janvier 2023            | 255                 |
| Core i5              | 13600T  | 6 (12)          | 8 (8)           | 1.8                       | 1.3                       | 4.8                       | 3.4                       | NC                        | NC                        | UHD 770 | 1.55                      | 24            | 35      | 92      | 3 janvier 2023            | 255                 |
| Core i5              | 13500   | 6 (12)          | 8 (8)           | 2.5                       | 1.8                       | 4.8                       | 3.5                       | NC                        | NC                        | UHD 770 | 1.55                      | 24            | 65      | 154     | 3 janvier 2023            | 232                 |
| Core i5              | 13500T  | 6 (12)          | 8 (8)           | 1.6                       | 1.2                       | 4.6                       | 3.2                       | NC                        | NC                        | UHD 770 | 1.55                      | 24            | 35      | 92      | 3 janvier 2023            | 232                 |
| Core i5              | 13490F  | 6 (12)          | 4 (4)           | 2.5                       | 1.8                       | 4.8                       | 3.5                       | NC                        | NC                        | NC      | NC                        | 24            | 65      | 148     | février 2023              | Uniquement en Chine |
| Core i5              | 13400   | 6 (12)          | 4 (4)           | 2.5                       | 1.8                       | 4.6                       | 3.3                       | NC                        | NC                        | UHD 730 | 1.55                      | 20            | 65      | 154     | 3 janvier 2023            | 221                 |
| Core i5              | 13400F  | 6 (12)          | 4 (4)           | 2.5                       | 1.8                       | 4.6                       | 3.3                       | NC                        | NC                        | NC      | NC                        | 20            | 65      | 148     | 3 janvier 2023            | 196                 |
| Core i5              | 13400T  | 6 (12)          | 4 (4)           | 1.3                       | 1.0                       | 4.4                       | 3.0                       | NC                        | NC                        | UHD 730 | 1.55                      | 20            | 35      | 82      | 3 janvier 2023            | 221                 |
| Core i3              | 13100   | 4 (8)           | NC              | 3.4                       | NC                        | 4.5                       | NC                        | NC                        | NC                        | UHD 730 | 1.5                       | 12            | 60      | 89      | 3 janvier 2023            | 134                 |
| Core i3              | 13100F  | 4 (8)           | NC              | 3.4                       | NC                        | 4.5                       | NC                        | NC                        | NC                        | NC      | NC                        | 12            | 58      | 89      | 3 janvier 2023            | 109                 |
| Core i3              | 13100T  | 4 (8)           | NC              | 2.5                       | NC                        | 4.2                       | NC                        | NC                        | NC                        | UHD 730 | 1.5                       | 12            | 35      | 69      | 3 janvier 2023            | 134                 |

### Raptor Lake-S Refresh
Un rafraîchissement des processeurs de bureau Raptor Lake-S, appelé quatorzième génération d'Intel Core, a été lancé le 17 octobre 2023,,. Elle continue à utiliser le chipset de la série 700.
Les processeurs en gras ci-dessous prennent en charge la mémoire ECC uniquement lorsqu'ils sont associés à une carte mère basée sur le chipset W680.
| Marque de processeur | Modèle  | Coeurs (threads) | Coeurs (threads) | Fréquence d'horloge (GHz) | Fréquence d'horloge (GHz) | Fréquence d'horloge (GHz) | Fréquence d'horloge (GHz) | Fréquence d'horloge (GHz) | Fréquence d'horloge (GHz) | GPU     | GPU             | Cache L3 (Mo) | TDP (W) | TDP (W) | Prix (USD)       |
| Marque de processeur | Modèle  | Coeurs (threads) | Coeurs (threads) | Base                      | Base                      | Turbo Boost               | Turbo Boost               | Turbo Boost               | Turbo Boost               | Modèle  | Fréq. max (GHz) | Cache L3 (Mo) | TDP (W) | TDP (W) | Prix (USD)       |
| Marque de processeur | Modèle  | Coeurs (threads) | Coeurs (threads) | Base                      | Base                      | 2.0                       | 2.0                       | 3.0                       | TVB                       | Modèle  | Fréq. max (GHz) | Cache L3 (Mo) | TDP (W) | TDP (W) | Prix (USD)       |
| Marque de processeur | Modèle  | P                | E                | P                         | E                         | P                         | E                         | P                         | P                         | Modèle  | Fréq. max (GHz) | Cache L3 (Mo) | Base    | Turbo   | Prix (USD)       |
| -------------------- | ------- | ---------------- | ---------------- | ------------------------- | ------------------------- | ------------------------- | ------------------------- | ------------------------- | ------------------------- | ------- | --------------- | ------------- | ------- | ------- | ---------------- |
| Core i9              | 14900KS | 8 (16)           | 16 (16)          | 3.2                       | 2.4                       | 5.6                       | 4.5                       | 5.9                       | 6.2                       | UHD 770 | 1.65            | 36            | 150     | 253     | 689              |
| Core i9              | 14900K  | 8 (16)           | 16 (16)          | 3.2                       | 2.4                       | 5.6                       | 4.4                       | 5.8                       | 6.0                       | UHD 770 | 1.65            | 36            | 125     | 253     | 589              |
| Core i9              | 14900KF | 8 (16)           | 16 (16)          | 3.2                       | 2.4                       | 5.6                       | 4.4                       | 5.8                       | 6.0                       | NC      | NC              | 36            | 125     | 253     | 564              |
| Core i9              | 14900   | 8 (16)           | 16 (16)          | 2.0                       | 1.5                       | 5.4                       | 4.3                       | 5.6                       | 5.8                       | UHD 770 | 1.65            | 36            | 65      | 219     | 549              |
| Core i9              | 14900F  | 8 (16)           | 16 (16)          | 2.0                       | 1.5                       | 5.4                       | 4.3                       | 5.6                       | 5.8                       | NC      | NC              | 36            | 65      | 219     | 524              |
| Core i9              | 14900T  | 8 (16)           | 16 (16)          | 1.1                       | 0.8                       | 5.1                       | 4.0                       | 5.5                       | NC                        | UHD 770 | 1.65            | 36            | 35      | 106     | 549              |
| Core i7              | 14790F  | 8 (16)           | 8 (8)            | 2.1                       | 1.5                       | 5.3                       | 4.2                       | 5.4                       | NC                        | NC      | NC              | 36            | 65      | 219     | Chine uniquement |
| Core i7              | 14700K  | 8 (16)           | 12 (12)          | 3.4                       | 2.5                       | 5.5                       | 4.3                       | 5.6                       | NC                        | UHD 770 | 1.6             | 33            | 125     | 253     | 409              |
| Core i7              | 14700KF | 8 (16)           | 12 (12)          | 3.4                       | 2.5                       | 5.5                       | 4.3                       | 5.6                       | NC                        | NC      | NC              | 33            | 125     | 253     | 384              |
| Core i7              | 14700   | 8 (16)           | 12 (12)          | 2.1                       | 1.5                       | 5.3                       | 4.2                       | 5.4                       | NC                        | UHD 770 | 1.6             | 33            | 65      | 219     | 384              |
| Core i7              | 14700F  | 8 (16)           | 12 (12)          | 2.1                       | 1.5                       | 5.3                       | 4.2                       | 5.4                       | NC                        | NC      | NC              | 33            | 65      | 219     | 359              |
| Core i7              | 14700T  | 8 (16)           | 12 (12)          | 1.3                       | 0.9                       | 5.0                       | 3.7                       | 5.2                       | NC                        | UHD 770 | 1.6             | 33            | 35      | 106     | 384              |
| Core i5              | 14600K  | 6 (12)           | 8 (8)            | 3.5                       | 2.6                       | 5.3                       | 4.0                       | NC                        | NC                        | UHD 770 | 1.55            | 24            | 125     | 181     | 319              |
| Core i5              | 14600KF | 6 (12)           | 8 (8)            | 3.5                       | 2.6                       | 5.3                       | 4.0                       | NC                        | NC                        | NC      | NC              | 24            | 125     | 181     | 294              |
| Core i5              | 14600   | 6 (12)           | 8 (8)            | 2.7                       | 2.0                       | 5.2                       | 3.9                       | NC                        | NC                        | UHD 770 | 1.55            | 24            | 65      | 154     | 255              |
| Core i5              | 14600T  | 6 (12)           | 8 (8)            | 1.8                       | 1.3                       | 5.1                       | 3.6                       | NC                        | NC                        | UHD 770 | 1.55            | 24            | 35      | 92      | 255              |
| Core i5              | 14500   | 6 (12)           | 8 (8)            | 2.6                       | 1.9                       | 5.0                       | 3.7                       | NC                        | NC                        | UHD 770 | 1.55            | 24            | 65      | 154     | 232              |
| Core i5              | 14500T  | 6 (12)           | 8 (8)            | 1.7                       | 1.2                       | 4.8                       | 3.4                       | NC                        | NC                        | UHD 770 | 1.55            | 24            | 35      | 92      | 232              |
| Core i5              | 14490F  | 6 (12)           | 4 (4)            | 2.8                       | 2.1                       | 4.9                       | 3.7                       | NC                        | NC                        | NC      | NC              | 24            | 65      | 148     | Chine uniquement |
| Core i5              | 14400   | 6 (12)           | 4 (4)            | 2.5                       | 1.8                       | 4.7                       | 3.5                       | NC                        | NC                        | UHD 730 | 1.55            | 20            | 65      | 148     | 221              |
| Core i5              | 14400F  | 6 (12)           | 4 (4)            | 2.5                       | 1.8                       | 4.7                       | 3.5                       | NC                        | NC                        | NC      | NC              | 20            | 65      | 148     | 196              |
| Core i5              | 14400T  | 6 (12)           | 4 (4)            | 1.5                       | 1.1                       | 4.5                       | 3.2                       | NC                        | NC                        | UHD 730 | 1.55            | 20            | 35      | 82      | 221              |
| Core i3              | 14100   | 4 (8)            | NC               | 3.5                       | NC                        | 4.7                       | NC                        | NC                        | NC                        | UHD 730 | 1.5             | 12            | 60      | 110     | 134              |
| Core i3              | 14100F  | 4 (8)            | NC               | 3.5                       | NC                        | 4.7                       | NC                        | NC                        | NC                        | NC      | NC              | 12            | 58      | 110     | 109              |
| Core i3              | 14100T  | 4 (8)            | NC               | 2.7                       | NC                        | 4.4                       | NC                        | NC                        | NC                        | UHD 730 | 1.5             | 12            | 35      | 69      | 134              |
| Intel Processor      | 300     | 2 (4)            | NC               | 3.9                       | NC                        | NC                        | NC                        | NC                        | NC                        | UHD 710 | 1.45            | 6             | 46      | NC      | 82               |
| Intel Processor      | 300T    | 2 (4)            | NC               | 3.4                       | NC                        | NC                        | NC                        | NC                        | NC                        | UHD 710 | 1.45            | 6             | 35      | NC      | 82               |

## Processeurs pour ordinateurs portables

### Raptor Lake-HX
Les processeurs HX sont des processeurs pour PC de bureau réutilisés pour une utilisation sur portables, tous les modèles étant déverrouillés pour l’overclocking.
- Les i7-13650HX et versions ultérieures sont équipés de Turbo Boost 3.0, qui est à la même vitesse que Turbo Boost 2.0.
- L’i9-13980HX prend en charge le Thermal Velocity Boost jusqu’à 5,6 GHz.

| Marque de processeur | Modèle  | Cœurs (threads) | Cœurs (threads) | Fréquence d'horloge de base (GHz) | Fréquence d'horloge de base (GHz) | Turbo Boost 2.0 (GHz) | Turbo Boost 2.0 (GHz) | UHD Graphics | UHD Graphics     | Cache L3 (Mo) | TDP (W)     | TDP (W) | Prix (USD) |
| Marque de processeur | Modèle  | P               | E               | P                                 | E                                 | P                     | E                     | UE           | Fréq. max. (GHz) | Cache L3 (Mo) | Base (cTDP) | Turbo   | Prix (USD) |
| -------------------- | ------- | --------------- | --------------- | --------------------------------- | --------------------------------- | --------------------- | --------------------- | ------------ | ---------------- | ------------- | ----------- | ------- | ---------- |
| Core i9              | 13980HX | 8 (16)          | 16 (16)         | 2.2                               | 1.6                               | 5.6                   | 4.0                   | 32           | 1.65             | 36            | 55 (45)     | 157     | $668       |
| Core i9              | 13950HX | 8 (16)          | 16 (16)         | 2.2                               | 1.6                               | 5.5                   | 4.0                   | 32           | 1.65             | 36            | 55 (45)     | 157     | $590       |
| Core i9              | 13900HX | 8 (16)          | 16 (16)         | 2.2                               | 1.6                               | 5.4                   | 3.9                   | 32           | 1.65             | 36            | 55 (45)     | 157     | $668       |
| Core i7              | 13850HX | 8 (16)          | 12 (12)         | 2.1                               | 1.5                               | 5.3                   | 3.8                   | 32           | 1.6              | 30            | 55 (45)     | 157     | $428       |
| Core i7              | 13700HX | 8 (16)          | 8 (8)           | 2.1                               | 1.5                               | 5.0                   | 3.7                   | 32           | 1.55             | 30            | 55 (45)     | 157     | $485       |
| Core i7              | 13650HX | 6 (12)          | 8 (8)           | 2.6                               | 1.9                               | 4.9                   | 3.6                   | 16           | 1.55             | 24            | 55 (45)     | 157     | $485       |
| Core i5              | 13600HX | 6 (12)          | 8 (8)           | 2.6                               | 1.9                               | 4.8                   | 3.6                   | 32           | 1.5              | 24            | 55 (45)     | 157     | $284       |
| Core i5              | 13500HX | 6 (12)          | 8 (8)           | 2.5                               | 1.8                               | 4.7                   | 2.5                   | 32           | 1.5              | 24            | 55 (45)     | 157     | $326       |
| Core i5              | 13450HX | 6 (12)          | 4 (4)           | 2.4                               | 1.8                               | 4.6                   | 2.4                   | 16           | 1.45             | 20            | 55 (45)     | 157     | $326       |

### Raptor Lake-H
| Marque de processeur | Modèle  | Cœurs (threads) | Cœurs (threads) | Fréquence d'horloge de base (GHz) | Fréquence d'horloge de base (GHz) | Turbo Boost 2.0 (GHz) | Turbo Boost 2.0 (GHz) | UHD Graphics | UHD Graphics     | Cache L3 (Mo) | TDP (W)     | TDP (W) | Prix (USD) |
| Marque de processeur | Modèle  | P               | E               | P                                 | E                                 | P                     | E                     | UE           | Fréq. max. (GHz) | Cache L3 (Mo) | Base (cTDP) | Turbo   | Prix (USD) |
| -------------------- | ------- | --------------- | --------------- | --------------------------------- | --------------------------------- | --------------------- | --------------------- | ------------ | ---------------- | ------------- | ----------- | ------- | ---------- |
| Core i9              | 13900HK | 6 (12)          | 8 (8)           | 2.6                               | 1.9                               | 5.4                   | 4.1                   | 96           | 1.5              | 24            | 45 (35)     | 115     | $697       |
| Core i9              | 13905H  | 6 (12)          | 8 (8)           | 2.6                               | 1.9                               | 5.4                   | 4.1                   | 96           | 1.5              | 24            | 45 (35)     | 115     | $697       |
| Core i9              | 13900H  | 6 (12)          | 8 (8)           | 2.6                               | 1.9                               | 5.4                   | 4.1                   | 96           | 1.5              | 24            | 45 (35)     | 115     | $617       |
| Core i7              | 13800H  | 6 (12)          | 8 (8)           | 2.5                               | 1.8                               | 5.2                   | 4.0                   | 96           | 1.5              | 24            | 45 (35)     | 115     | $457       |
| Core i7              | 13705H  | 6 (12)          | 8 (8)           | 2.4                               | 1.8                               | 5.0                   | 3.7                   | 96           | 1.5              | 24            | 45 (35)     | 115     | $502       |
| Core i7              | 13700H  | 6 (12)          | 8 (8)           | 2.4                               | 1.8                               | 5.0                   | 3.7                   | 96           | 1.5              | 24            | 45 (35)     | 115     | $502       |
| Core i7              | 13620H  | 6 (12)          | 4 (4)           | 2.4                               | 1.8                               | 4.9                   | 3.6                   | 64           | 1.5              | 24            | 45 (35)     | 115     | $502       |
| Core i5              | 13600H  | 4 (8)           | 8 (8)           | 2.8                               | 2.1                               | 4.8                   | 3.6                   | 80           | 1.5              | 18            | 45 (35)     | 95      | $311       |
| Core i5              | 13505H  | 4 (8)           | 8 (8)           | 2.6                               | 1.9                               | 4.7                   | 3.5                   | 80           | 1.45             | 18            | 45 (35)     | 95      | $342       |
| Core i5              | 13500H  | 4 (8)           | 8 (8)           | 2.6                               | 1.9                               | 4.7                   | 3.5                   | 80           | 1.45             | 18            | 45 (35)     | 95      |            |
| Core i5              | 13420H  | 4 (8)           | 4 (4)           | 2.1                               | 1.5                               | 4.6                   | 3.4                   | 48           | 1.4              | 12            | 45 (35)     | 95      | $342       |

### Raptor Lake-PX
Ces CPU utilisent un socket BGA1792.
| Marque de processeur | Modèle | Coeurs (threads) | Coeurs (threads) | Fréquence d'horloge de base (GHz) | Fréquence d'horloge de base (GHz) | Turbo Boost (GHz) | Turbo Boost (GHz) | Iris Xe Graphics | Iris Xe Graphics    | Cache L3 (Mo) | TDP (W)     | TDP (W) | Prix (USD) |
| Marque de processeur | Modèle | P                | E                | P                                 | E                                 | P                 | E                 | UE               | Horloge Boost (GHz) | Cache L3 (Mo) | Base (cTDP) | Turbo   | Prix (USD) |
| -------------------- | ------ | ---------------- | ---------------- | --------------------------------- | --------------------------------- | ----------------- | ----------------- | ---------------- | ------------------- | ------------- | ----------- | ------- | ---------- |
| Core i9              | 13905H | 6 (12)           | 8 (8)            | 2.6                               | 1.9                               | 5.4               | 4.1               | 96               | 1.5                 | 24            | 45 (35)     | 115     | $697       |
| Core i7              | 13705H | 6 (12)           | 8 (8)            | 2.4                               | 1.8                               | 5.0               | 3.7               | 96               | 1.5                 | 24            | 45 (35)     | 115     | $502       |
| Core i5              | 13505H | 4 (8)            | 8 (8)            | 2.6                               | 1.9                               | 4.7               | 3.5               | 80               | 1.45                | 18            | 45 (35)     | 115     | $342       |

### Raptor Lake-P
| Marque de processeur | Modèle | Cœurs (threads) | Cœurs (threads) | Fréquence d'horloge de base (GHz) | Fréquence d'horloge de base (GHz) | Turbo Boost 2.0 (GHz) | Turbo Boost 2.0 (GHz) | Iris Xe Graphics | Iris Xe Graphics | Cache L3 (Mo) | TDP (W)   | TDP (W) | Prix (USD) |
| Marque de processeur | Modèle | P               | E               | P                                 | E                                 | P                     | E                     | UE               | Fréq. max. (GHz) | Cache L3 (Mo) | Base cTDP | Turbo   | Prix (USD) |
| -------------------- | ------ | --------------- | --------------- | --------------------------------- | --------------------------------- | --------------------- | --------------------- | ---------------- | ---------------- | ------------- | --------- | ------- | ---------- |
| Core i7              | 1370P  | 6 (12)          | 8 (8)           | 1.9                               | 1.4                               | 5.2                   | 3.9                   | 96               | 1.5              | 24            | 28 (20)   | 64      | $480       |
| Core i7              | 1360P  | 4 (8)           | 8 (8)           | 2.2                               | 1.6                               | 5.0                   | 3.7                   | 96               | 1.5              | 18            | 28 (20)   | 64      | $438       |
| Core i5              | 1350P  | 4 (8)           | 8 (8)           | 1.9                               | 1.4                               | 4.7                   | 3.5                   | 80               | 1.5              | 12            | 28 (20)   | 64      | $353       |
| Core i5              | 1340P  | 4 (8)           | 8 (8)           | 1.9                               | 1.4                               | 4.6                   | 3.4                   | 80               | 1.45             | 12            | 28 (20)   | 64      | $320       |

### Raptor Lake-U
| Marque de processeur | Modèle          | Cœurs (threads) | Cœurs (threads) | Fréquence d'horloge de base (GHz) | Fréquence d'horloge de base (GHz) | Turbo Boost 2.0 (GHz) | Turbo Boost 2.0 (GHz) | Iris Xe Graphics | Iris Xe Graphics | Cache L3 (Mo) | TDP (W)     | TDP (W) | Prix (USD) |
| Marque de processeur | Modèle          | P               | E               | P                                 | E                                 | P                     | E                     | UE               | Fréq. max. (GHz) | Cache L3 (Mo) | Base (cTDP) | Turbo   | Prix (USD) |
| -------------------- | --------------- | --------------- | --------------- | --------------------------------- | --------------------------------- | --------------------- | --------------------- | ---------------- | ---------------- | ------------- | ----------- | ------- | ---------- |
| Core i7              | 1365U           | 2 (4)           | 8 (8)           | 1.8                               | 1.3                               | 5.2                   | 3.9                   | 96               | 1.3              | 12            | 15 (12)     | 55      | $426       |
| Core i7              | 1355U           | 2 (4)           | 8 (8)           | 1.7                               | 1.2                               | 5.0                   | 3.7                   | 96               | 1.3              | 12            | 15 (12)     | 55      | $469       |
| Core i5              | 1345U           | 2 (4)           | 8 (8)           | 1.6                               | 1.2                               | 4.7                   | 3.5                   | 80               | 1.25             | 12            | 15 (12)     | 55      | $309       |
| Core i5              | 1335U           | 2 (4)           | 8 (8)           | 1.3                               | 0.9                               | 4.6                   | 3.4                   | 80               | 1.25             | 12            | 15 (12)     | 55      | $340       |
| Core i5              | 1334U           | 2 (4)           | 8 (8)           | 1.3                               | 0.9                               | 4.6                   | 3.4                   | 80               | 1.25             | 12            | 15 (12)     | 55      | $340       |
| Core i3              | 1315U 1315U IPU | 2 (4)           | 4 (4)           | 1.2                               | 0.9                               | 4.5                   | 3.3                   | 64               | 1.25             | 10            | 15 (12)     | 55      | $309       |
| Core i3              | 1305U           | 1 (2)           | 4 (4)           | 1.6                               | 1.2                               | 4.5                   | 3.3                   | 64               | 1.25             | 10            | 15 (12)     | 55      | $309       |
| Intel Processor      | U300            | 1 (2)           | 4 (4)           | 1.2                               | 0.9                               | 4.4                   | 3.3                   | 48               | 1.1              | 8             | 15 (12)     | 55      | $193       |

### Raptor Lake-HX Refresh
Un rafraîchissement itératif des processeurs pour ordinateurs portables Raptor Lake-HX, appelé la 14e génération d’Intel Core, a été lancé le 9 janvier 2024.
| Marque de processeur | Modèle  | Coeurs (threads) | Coeurs (threads) | Fréquence d'horloge de base (GHz) | Fréquence d'horloge de base (GHz) | Turbo Boost (GHz) | Turbo Boost (GHz) | UHD Graphics | UHD Graphics        | Cache L3 (Mo) | TDP (W)     | TDP (W) | Prix (USD) |
| Marque de processeur | Modèle  | P                | E                | P                                 | E                                 | P                 | E                 | UE           | Horloge Boost (GHz) | Cache L3 (Mo) | Base (cTDP) | Turbo   | Prix (USD) |
| -------------------- | ------- | ---------------- | ---------------- | --------------------------------- | --------------------------------- | ----------------- | ----------------- | ------------ | ------------------- | ------------- | ----------- | ------- | ---------- |
| Core i9              | 14900HX | 8 (16)           | 16 (16)          | 2.2                               | 1.6                               | 5.8               | 4.1               | 32           | 1.65                | 36            | 55 (45)     | 157     | $679       |
| Core i7              | 14700HX | 8 (16)           | 12 (12)          | 2.1                               | 1.5                               | 5.5               | 3.9               | 32           | 1.6                 | 33            | 55 (45)     | 157     | $495       |
| Core i7              | 14650HX | 8 (16)           | 8 (8)            | 2.2                               | 1.6                               | 5.2               | 3.7               | 16           | 1.6                 | 30            | 55 (45)     | 157     | $495       |
| Core i5              | 14500HX | 6 (12)           | 8 (8)            | 2.6                               | 1.9                               | 4.9               | 3.5               | 32           | 1.55                | 24            | 55 (45)     | 157     | $337       |
| Core i5              | 14450HX | 6 (12)           | 4 (4)            | 2.4                               | 1.8                               | 4.8               | 3.5               | 16           | 1.5                 | 20            | 55 (45)     | 157     | $337       |

### Raptor Lake-U Refresh - Core Series 1
Ces processeurs basés sur Raptor Lake sont marqués "Core Series 1" alors que ceux basés sur Meteor Lake sont marqués "Core Ultra Series 1".
| Marque de processeur | Modèle          | Coeurs (threads) | Coeurs (threads) | Fréquence d'horloge de base (GHz) | Fréquence d'horloge de base (GHz) | Turbo Boost (GHz) | Turbo Boost (GHz) | Intel Graphics | Intel Graphics      | Cache L3 (Mo) | TDP (W)     | TDP (W) | Date de sortie | Prix (USD) |
| Marque de processeur | Modèle          | P                | E                | P                                 | E                                 | P                 | E                 | UE             | Horloge Boost (GHz) | Cache L3 (Mo) | Base (cTDP) | Turbo   | Date de sortie | Prix (USD) |
| -------------------- | --------------- | ---------------- | ---------------- | --------------------------------- | --------------------------------- | ----------------- | ----------------- | -------------- | ------------------- | ------------- | ----------- | ------- | -------------- | ---------- |
| Core 7               | 150U            | 2 (4)            | 8 (8)            | 1.8                               | 1.2                               | 5.4               | 4.0               | 96             | 1.3                 | 12            | 15 (12)     | 55      | Q1'24          |            |
| Core 5               | 120U            | 2 (4)            | 8 (8)            | 1.4                               | 0.9                               | 5.0               | 3.8               | 80             | 1.25                | 12            | 15 (12)     | 55      | Q1'24          | $340       |
| Core 3               | 100U (avec IPU) | 2 (4)            | 4 (4)            | 1.2                               | 0.9                               | 4.7               | 3.3               | 64             | 1.25                | 10            | 15 (12)     | 55      | Q1'24          |            |

## Processeurs pour serveurs
- Les CPU supportent la mémoire ECC DDR5-4800 à double canal
- 48 voies PCI Express au total réparties entre le CPU et le chipset
  - CPU : x16 PCIe 5.0, x4 PCIe 4.0
  - PCH C260 : x20 PCIe 4.0, x8 PCIe 3.0
- Socket LGA 1700

| Marque de processeur | Modèle | Coeurs (threads) | Fréquence d'horloge (GHz) | Fréquence d'horloge (GHz) | Cache L3 (Mo) | TDP (W) | Date de sortie | Prix (USD) |
| Marque de processeur | Modèle | Coeurs (threads) | Base                      | Turbo                     | Cache L3 (Mo) | TDP (W) | Date de sortie | Prix (USD) |
| -------------------- | ------ | ---------------- | ------------------------- | ------------------------- | ------------- | ------- | -------------- | ---------- |
| Xeon E               | 2488   | 8 (16)           | 3.2                       | 5.6                       | 24            | 95      | Q4'23          | $606       |
| Xeon E               | 2478   | 8 (16)           | 2.8                       | 5.2                       | 24            | 80      | Q4'23          | $556       |
| Xeon E               | 2468   | 8 (16)           | 2.6                       | 5.2                       | 24            | 65      | Q4'23          | $426       |
| Xeon E               | 2486   | 6 (12)           | 3.5                       | 5.6                       | 18            | 95      | Q4'23          | $506       |
| Xeon E               | 2456   | 6 (12)           | 3.3                       | 5.1                       | 18            | 80      | Q4'23          | $375       |
| Xeon E               | 2436   | 6 (12)           | 2.9                       | 4.8                       | 18            | 65      | Q4'23          | $319       |
| Xeon E               | 2434   | 4 (8)            | 3.4                       | 5.0                       | 12            | 55      | Q4'23          | $281       |
| Xeon E               | 2414   | 4 (4)            | 2.6                       | 4.5                       | 12            | 55      | Q4'23          | $213       |